# Heilig-Kreuz-Kapelle (Wawel)

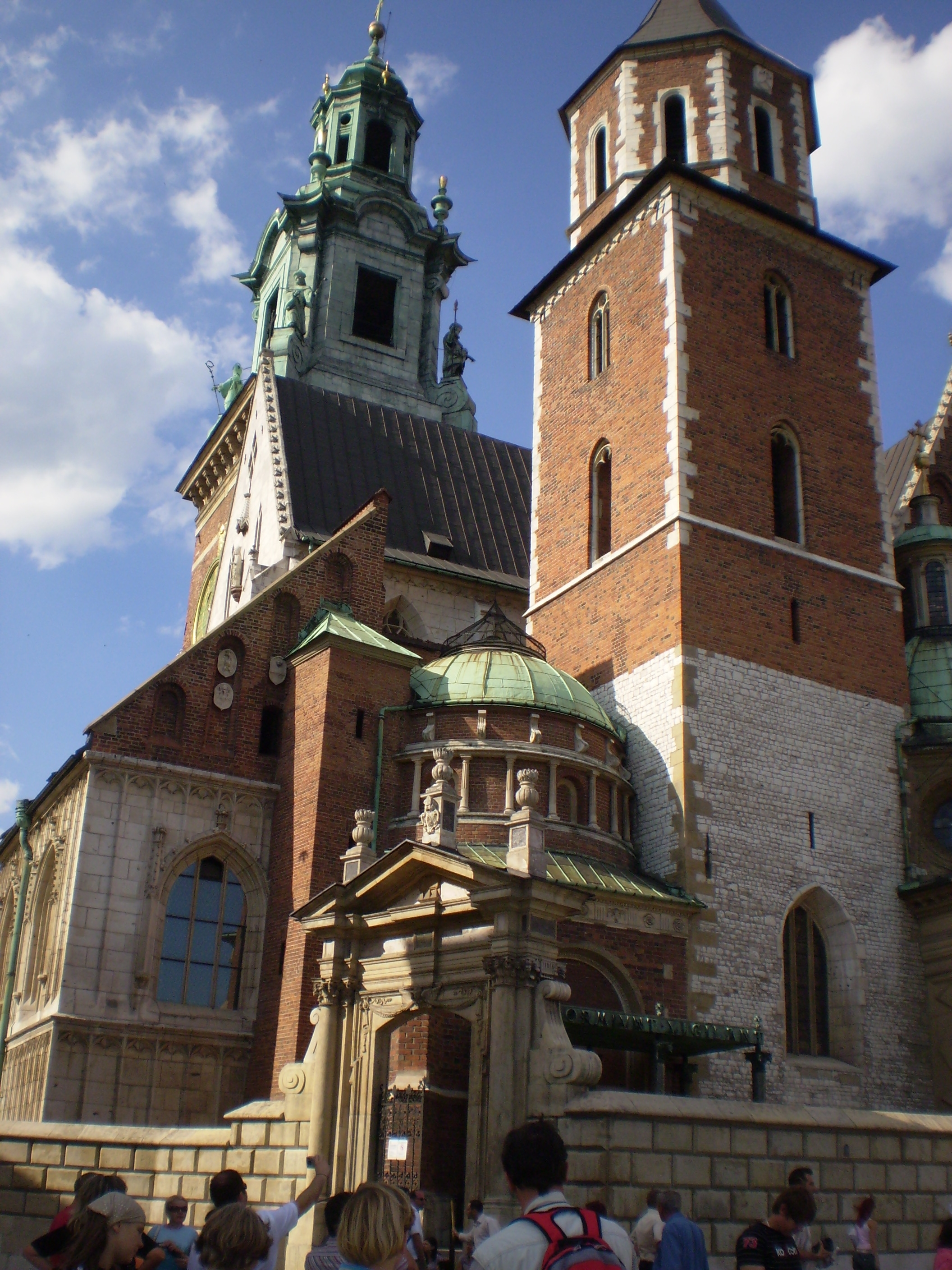
Blick von Süden

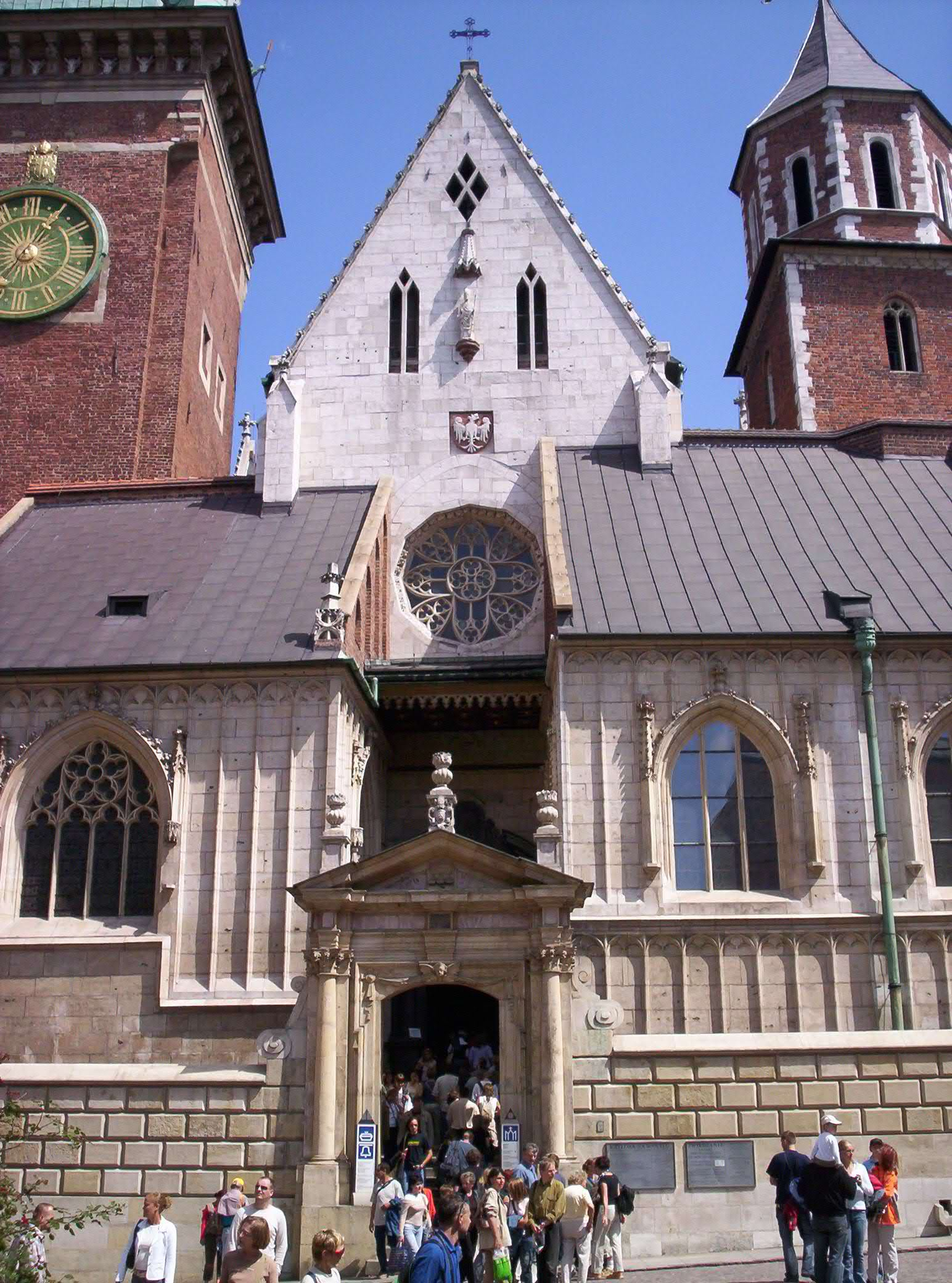
Rechts vom Haupteingang

Die Heilig-Kreuz-Kapelle (polnisch Kaplica Świętokrzyska) ist eine der 19 Kapellen, die die Krakauer Kathedrale umgeben. Sie wird auch Jagiellonen-Kapelle genannt. Sie ist dem Heiligen Kreuz und dem Heiligen Geist geweiht.

## Geschichte
Die Kapelle wurde 1467 von König Kasimir IV. Jagiellone als Grabkapelle für sich und seine Ehefrau Königin Elisabeth von Habsburg gestiftet. Die byzantinischen Fresken, die beiden gotischen Triptychons und das gotische Chorgestühl stammen aus dem Jahr 1470. Das Grabmal Kasimirs IV. und seiner Frau schuf Veit Stoß. Die byzantinischen Fresken wurden im 16. und 18. Jahrhundert übermalt und das Grabmal Kajetan Sołtyks im 18. Jahrhundert hinzugefügt. Die byzantinischen Fresken wurden 1870 von Izydor Jabłoński, 1904–1905 von Julian Makarewicz und 1947–1951 von Rudolf Kozłowski wieder restauriert. Letzterer öffnete auch das Grab des Königs.

## Krypta
In der Krypta unterhalb der Kapelle wurden nacheinander bestattet:
- König Kasimir IV. Jagiellone
- Königin Elisabeth von Habsburg
- Bischof Kajetan Sołtyk

## Innenraum
Die byzantinischen Fresken von ruthenischen Künstlern des Mittelalters auf dem gotischen Gewölbe findet man des Öfteren in Polen – siehe auch Lubliner Schlosskapelle. Die Heilig-Kreuz-Kapelle ist ein besonders schönes Beispiel dieser Kombination. Die Buntglasfenster im Jugendstil gehen auf Józef Mehoffer und Sławomir Odrzywolski zurück. Die Königsgrabmäler stammen von Veit Stoß aus Nürnberg und Jörg Huber aus Passau. Das Grabmal Kajetan Sołtyks schuf Chrystian Piotr Aigner. Das gotische Dreifaltigkeits-Triptychon schuf der namentlich nicht bekannte Meister des Dreifaltigkeits-Triptychons und das Marientriptychon Stanisław Durink.

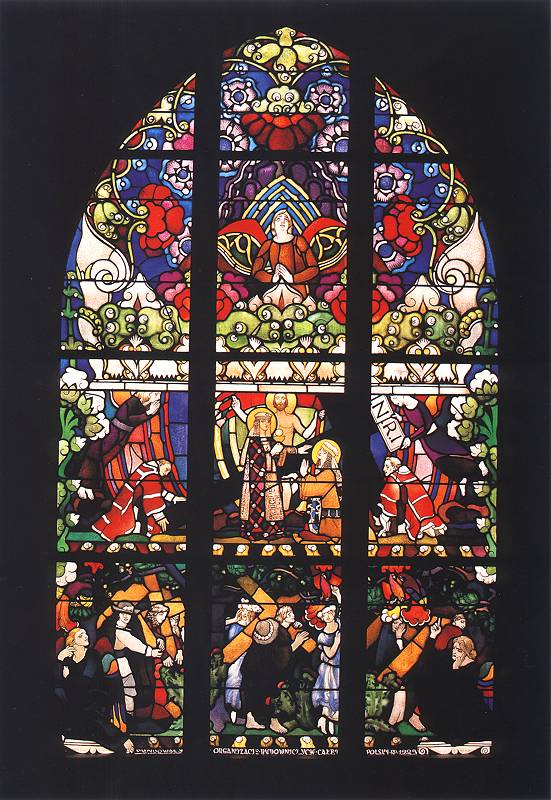
Buntglasfenster
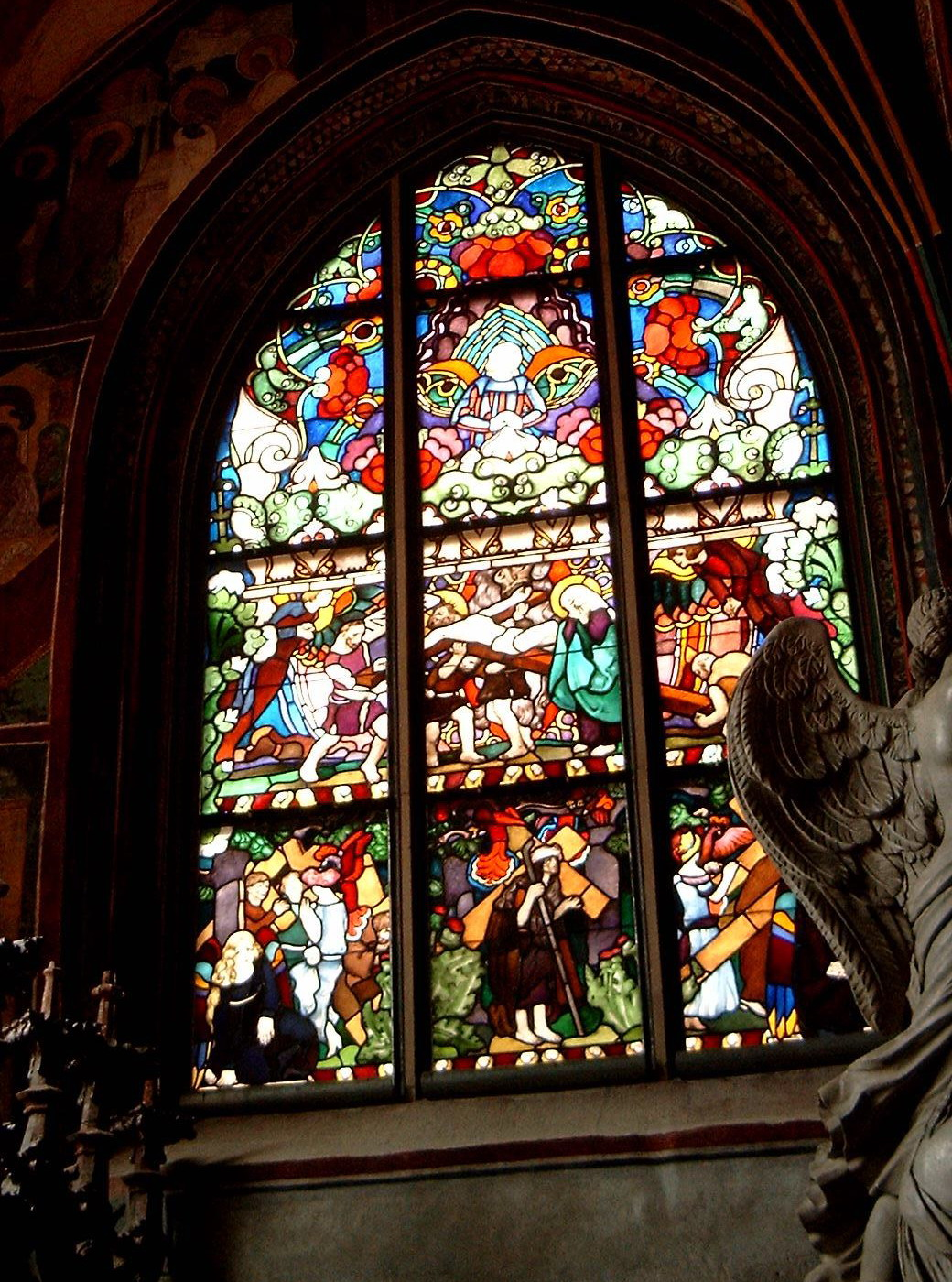
Buntglasfenster

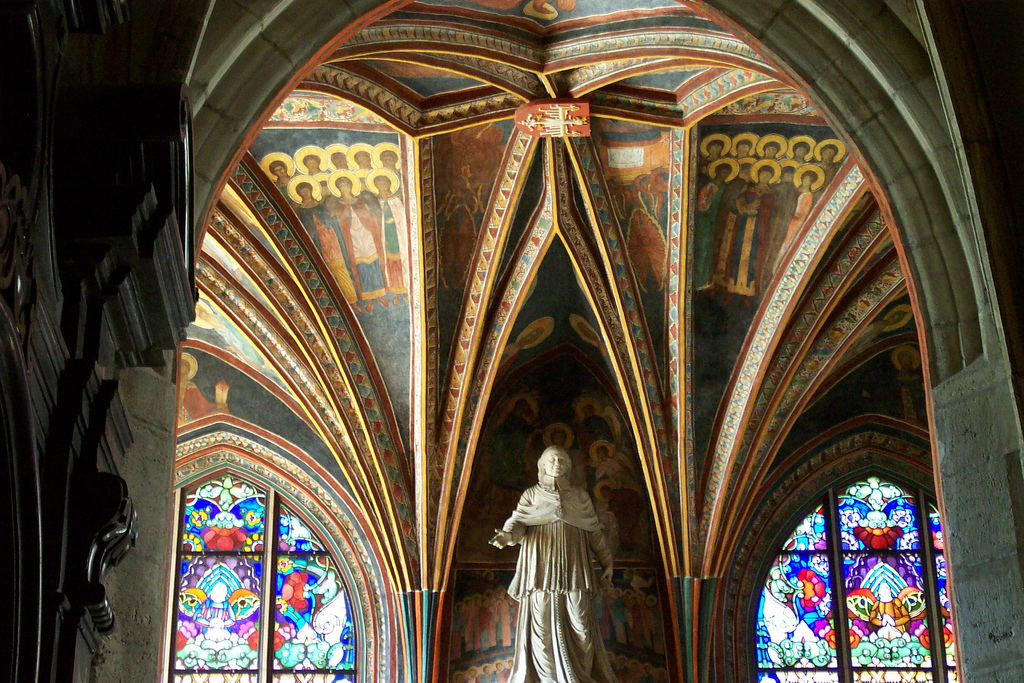
Fresken
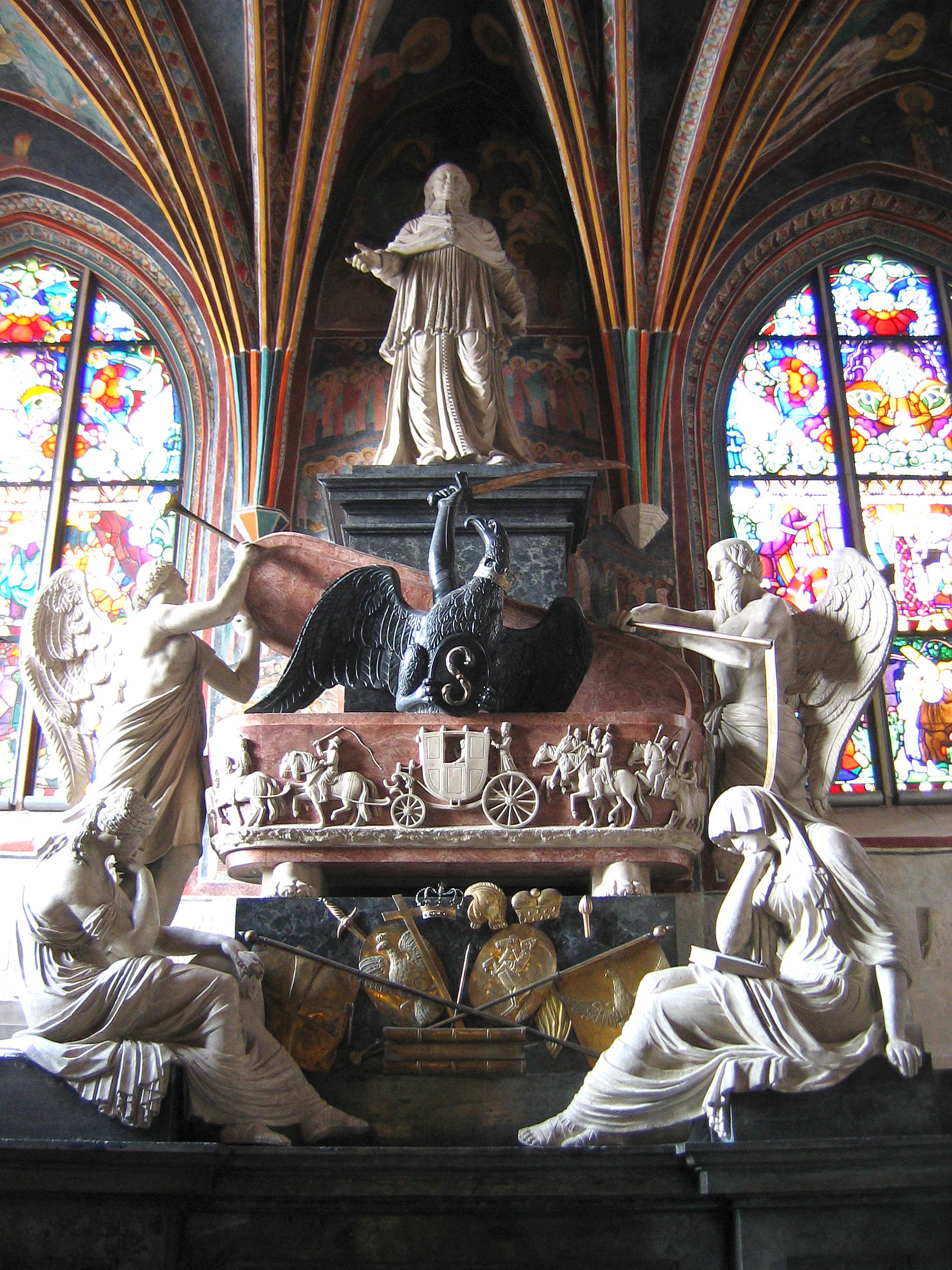
Fresken
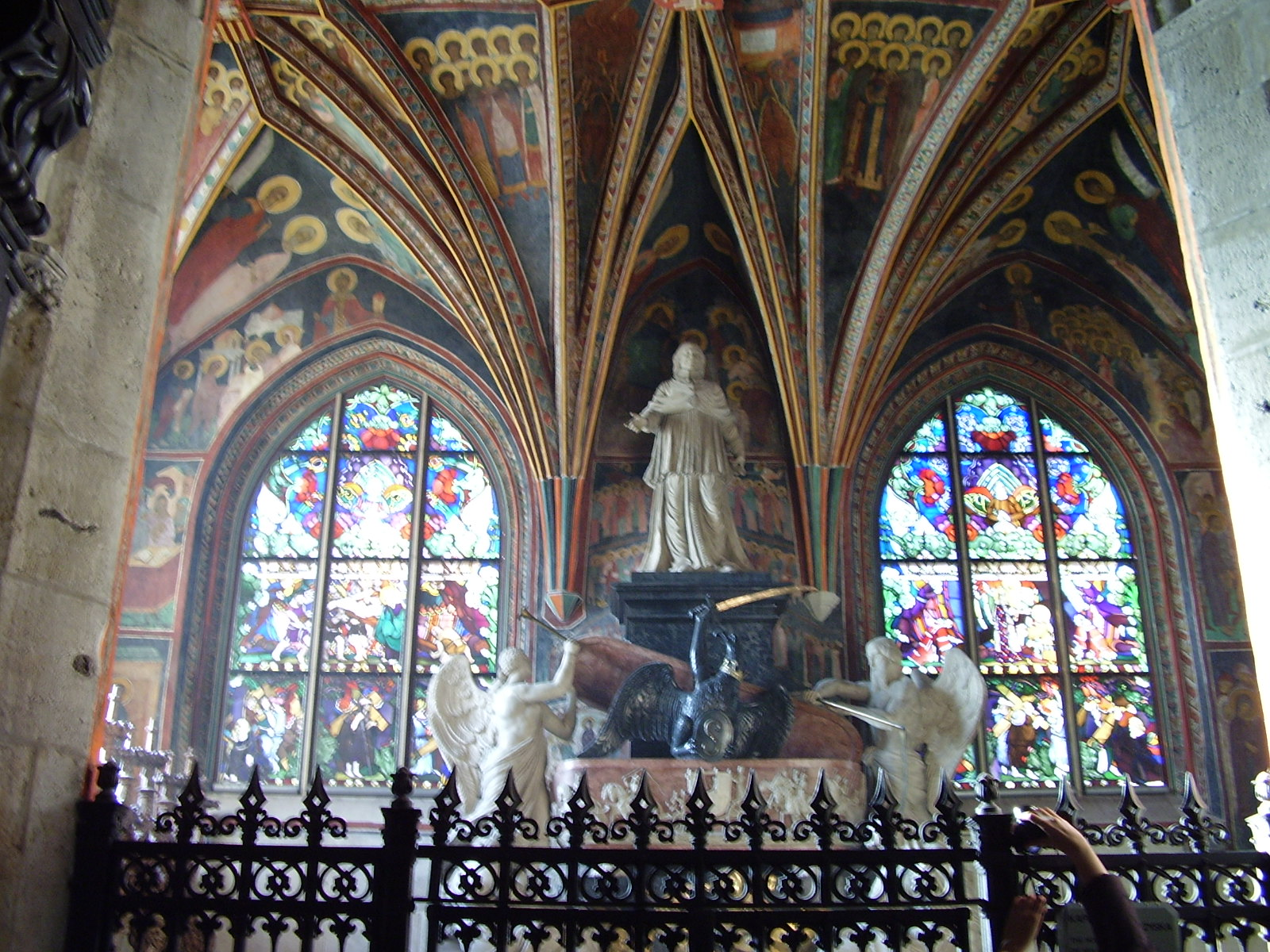
Fresken

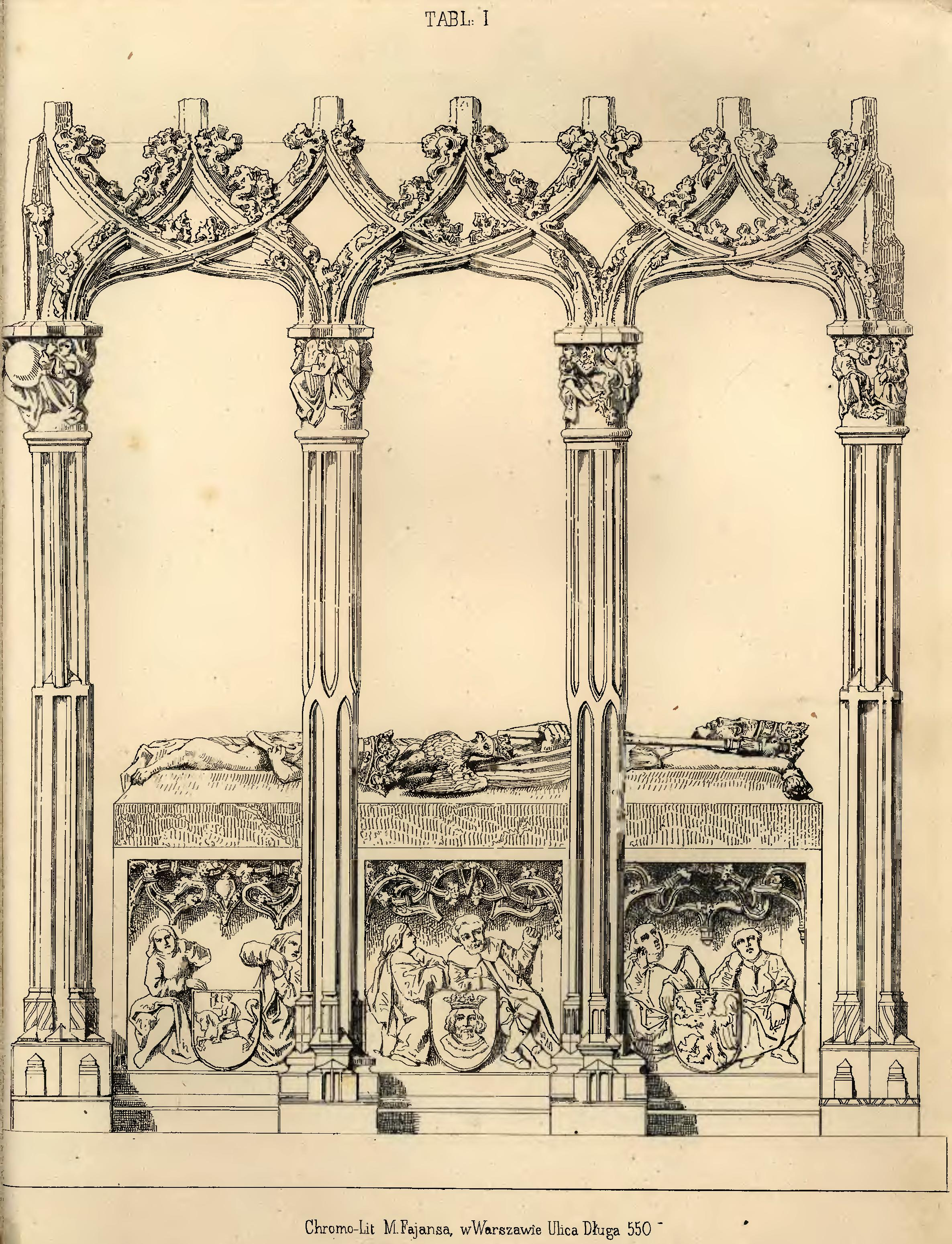
Grabmal Kasimir IV.
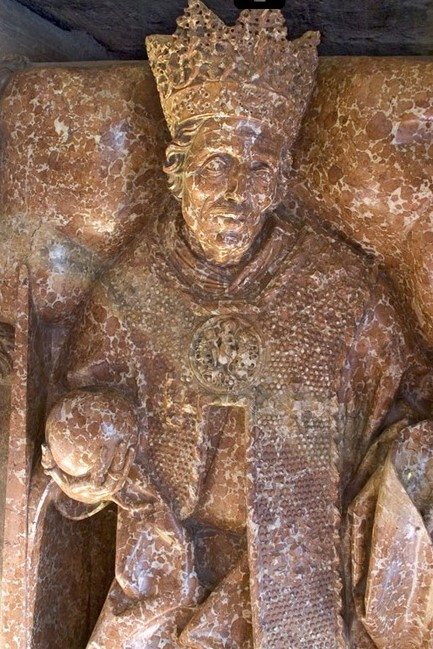
Detail
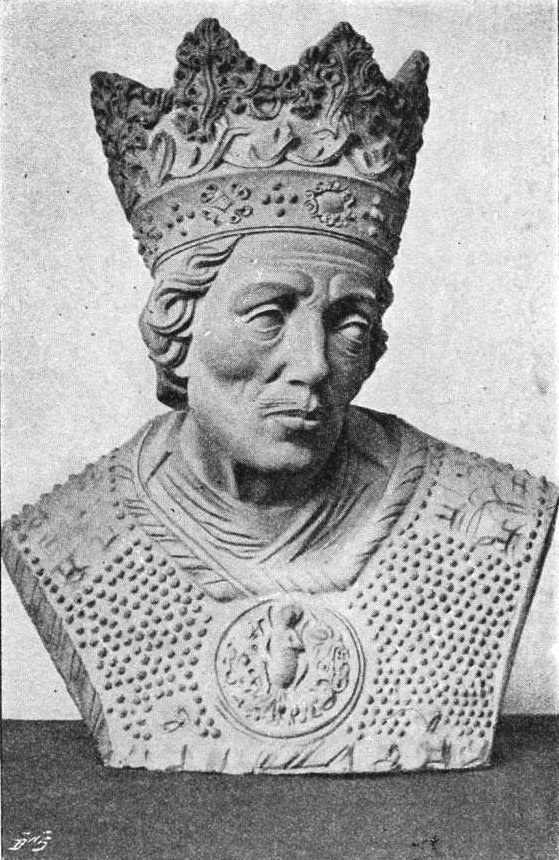
Rekonstruktion
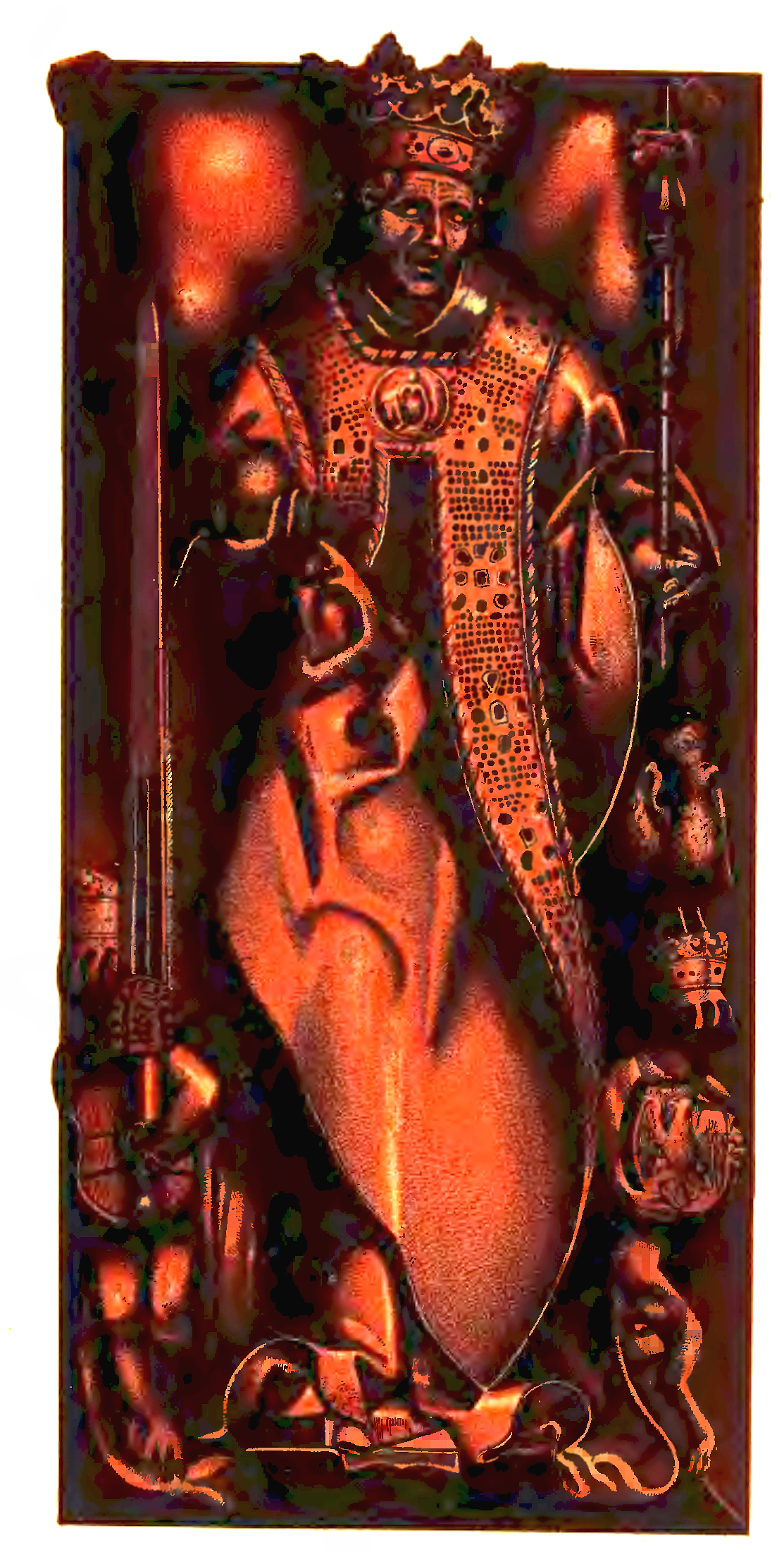
Grabplatte

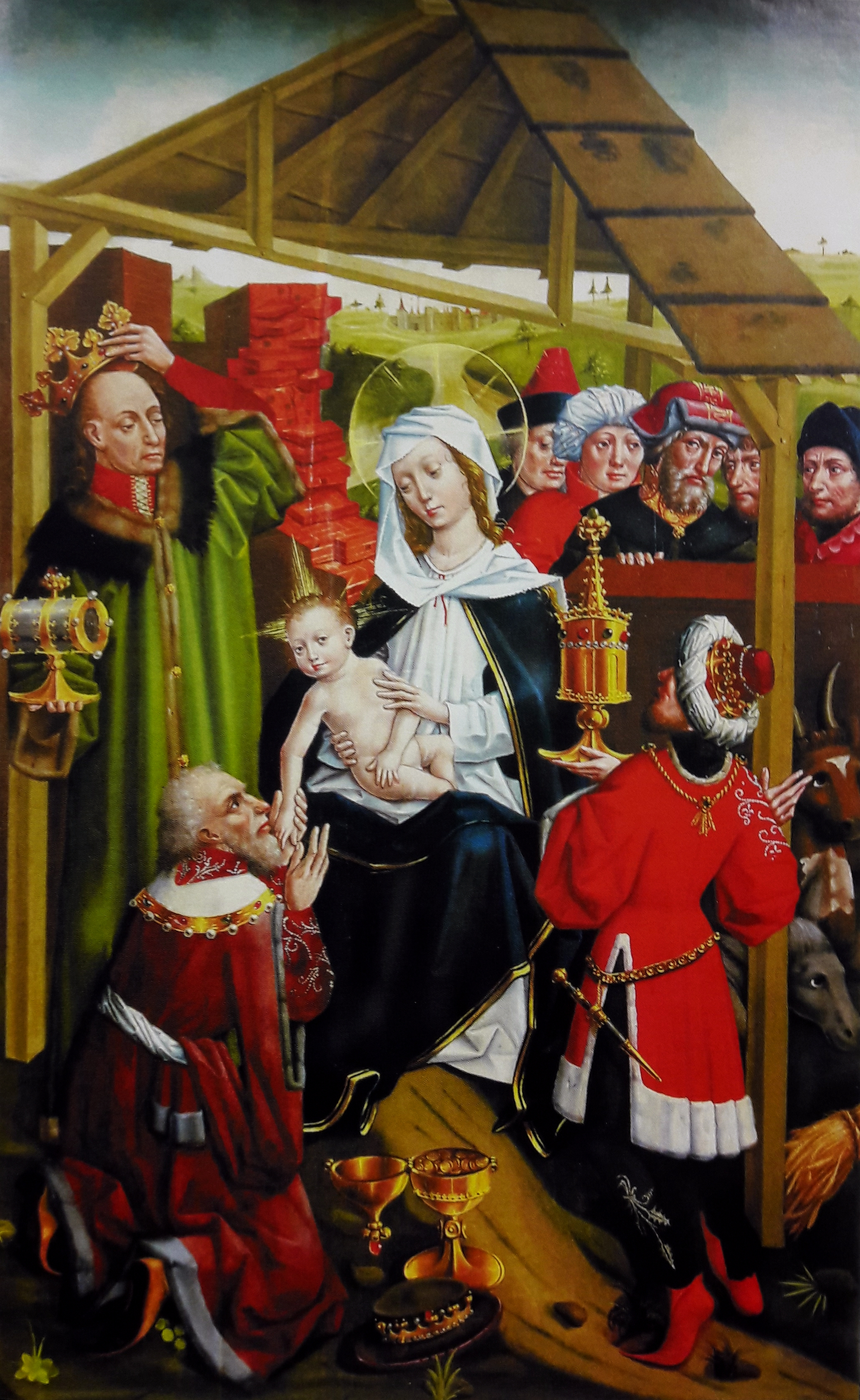
Marientriptychon – Detail
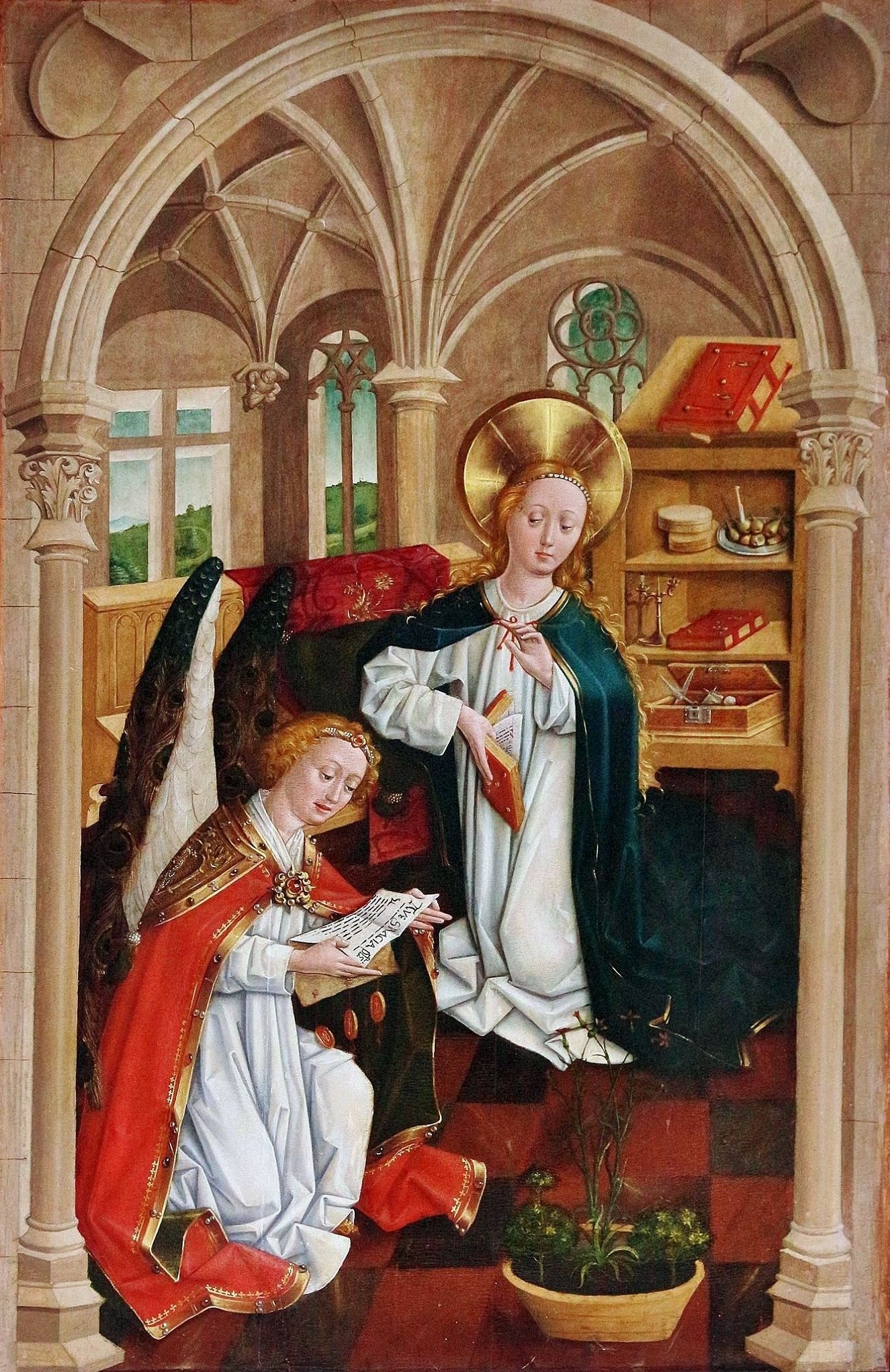
Detail
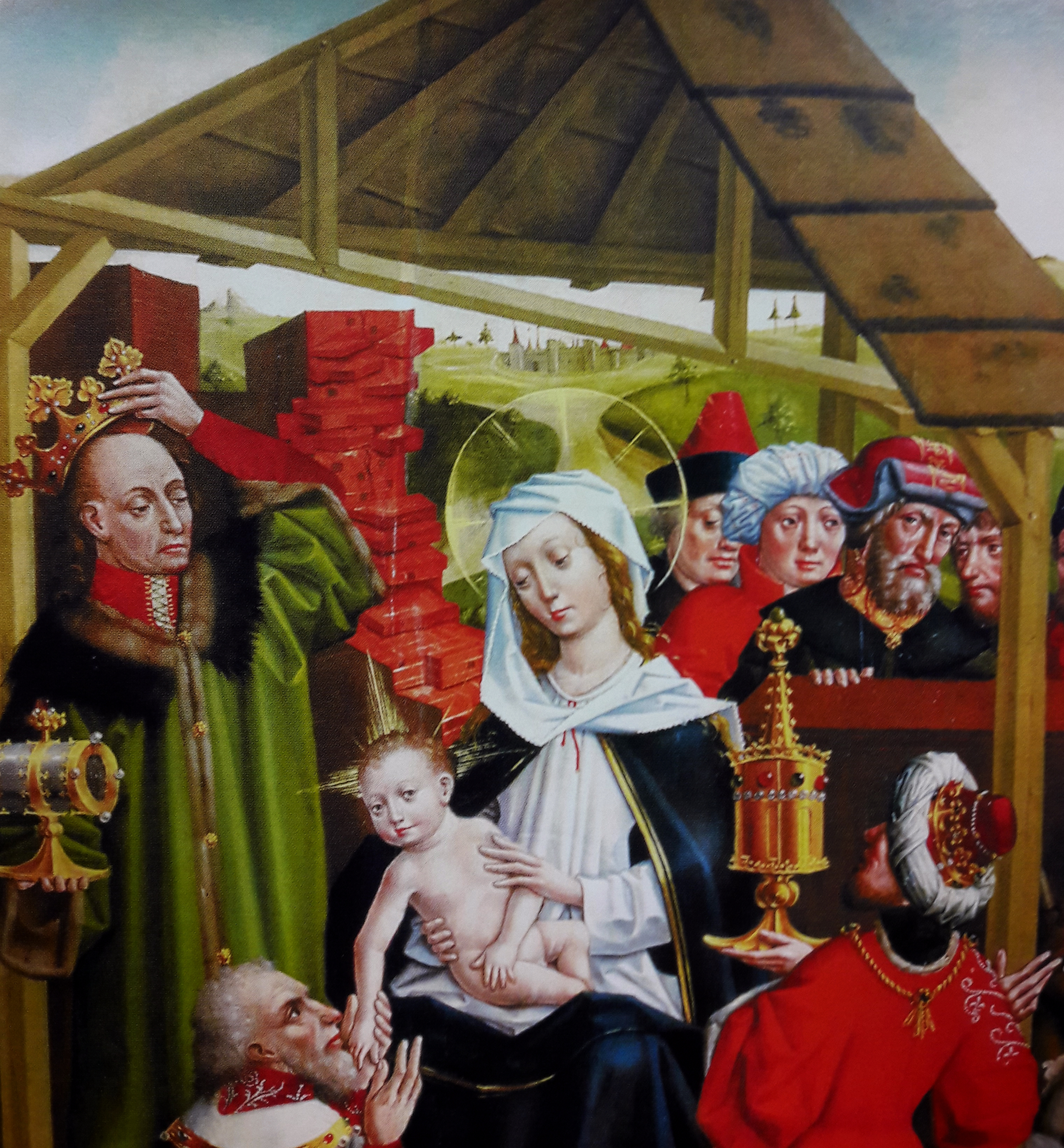
Detail
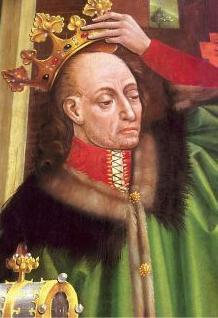
Detail

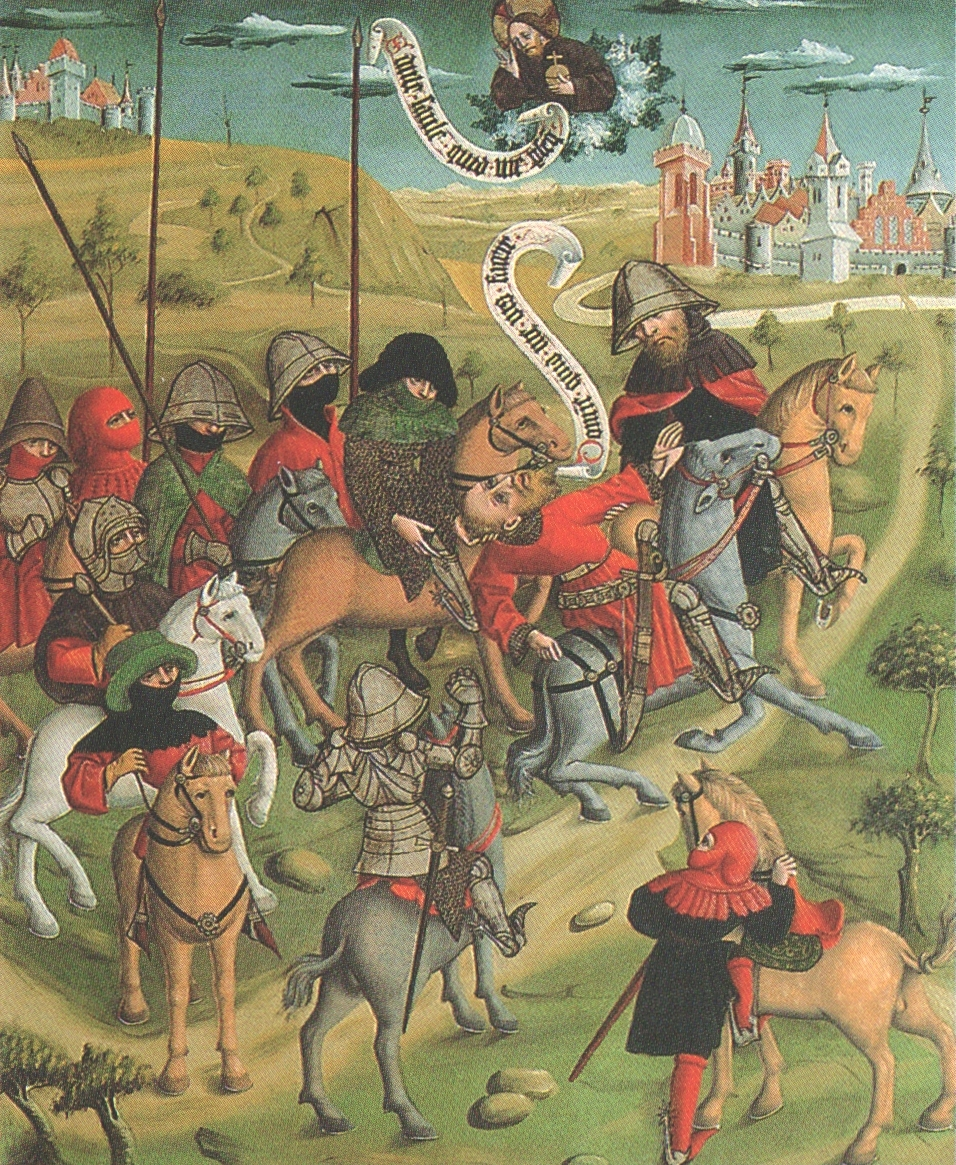
Dreifaltigkeits-Triptychon – Detail
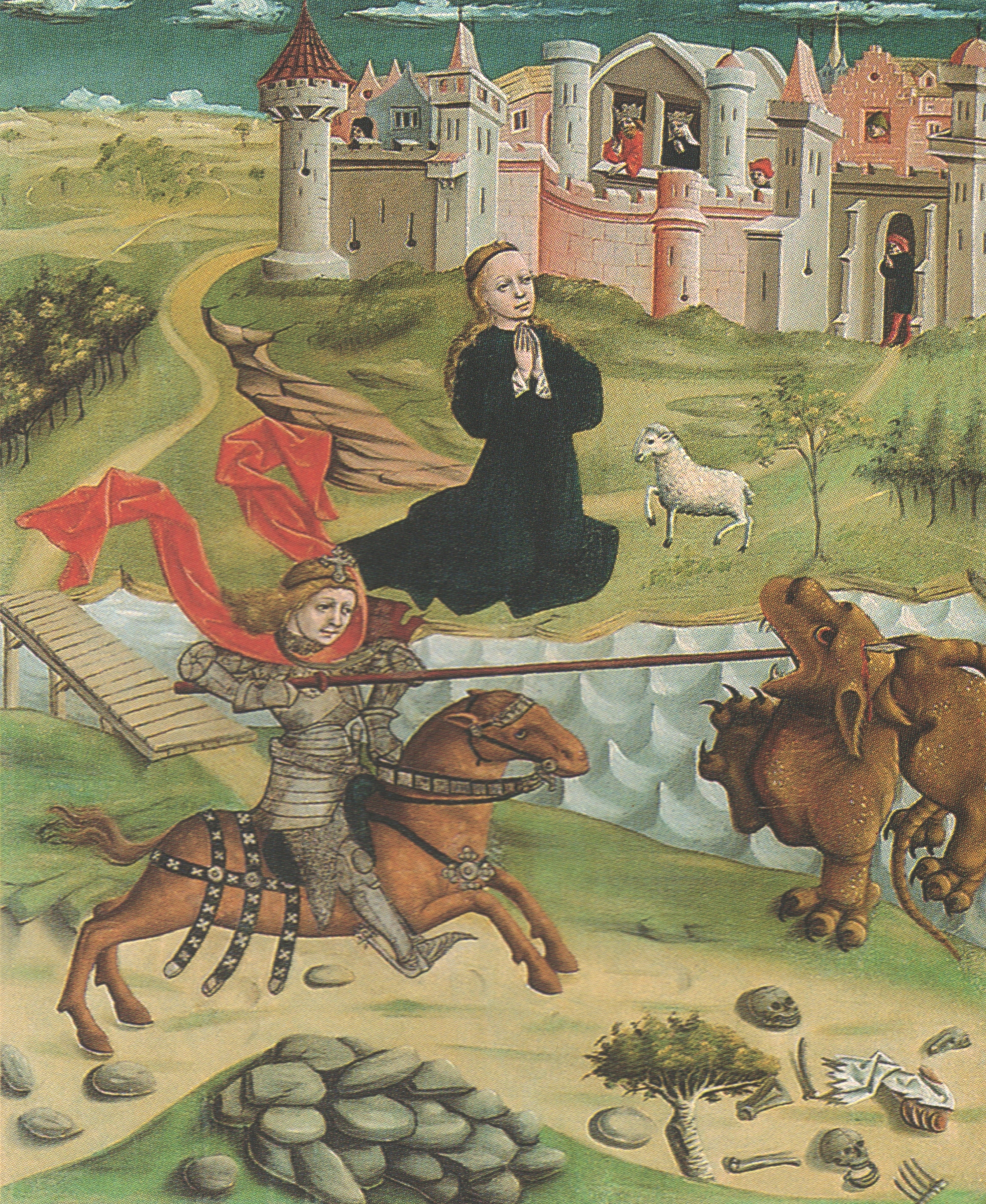
Detail
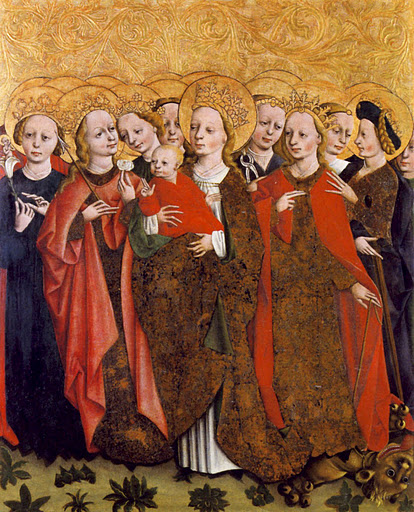
Detail
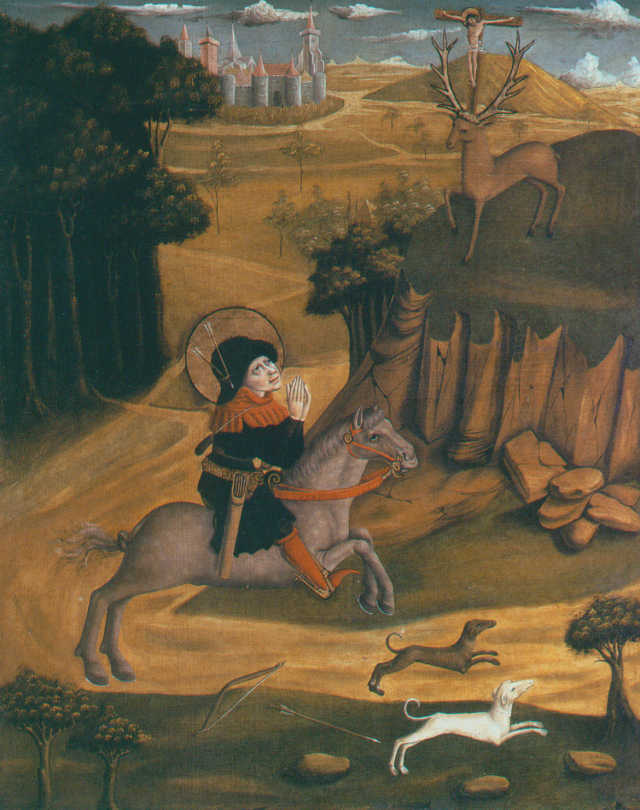
Detail
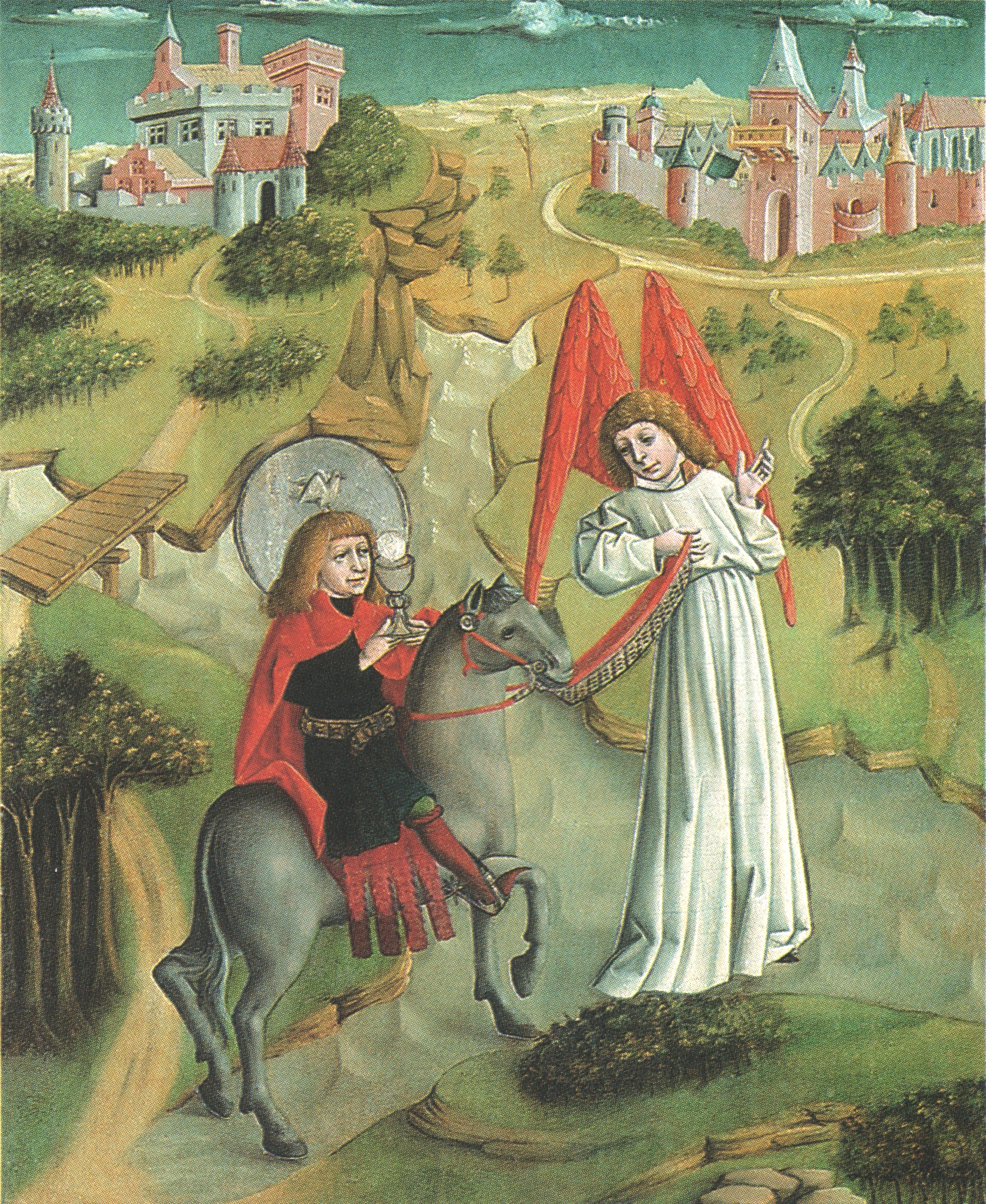
Detail

## Quelle
- Michał Rożek: Krakowska katedra na Wawelu. Wydawnictwo św. Stanisława BM Archidiecezji Krakowskiej, Kraków 1989